# Josef Feger
Josef Feger (* 31. März 1920 in Fridingen an der Donau; † 22. November 2010 in Leutkirch) war ein baden-württembergischer Kommunalpolitiker der CDU und von 1954 bis 1986 Bürgermeister bzw. Oberbürgermeister der Stadt Leutkirch im Allgäu.

## Leben, Beruf und politische Tätigkeit
Nach Kriegsdienst im Zweiten Weltkrieg und Kriegsgefangenschaft wurde er für den Justizdienst ausgebildet. Von 1951 bis 1953 war er Justizinspektor beim Bezirksnotariat in Tuttlingen und danach beim Notariat in Leutkirch. 1954 wurde er zum Bürgermeister der Stadt Leutkirch gewählt; er trat dieses Amt am 18. Dezember 1954 an. Mit der Erhebung Leutkirchs zur Großen Kreisstadt im Jahr 1974 erhielt er die Amtsbezeichnung Oberbürgermeister. Im Dezember 1986 wurde er in den Ruhestand verabschiedet.
Josef Feger war Mitglied der CDU. Von 1966 bis 1989 gehörte er der CDU-Fraktion des Kreistags des Altkreises Wangen und nach der Kreisreform des Landkreises Ravensburg an.

## Sonstige Mitgliedschaften, Ehrungen und Auszeichnungen
Josef Feger war Mitglied des Verwaltungsrats des Rechenzentrums Ulm, der Verbandsversammlung des Zweckverbands Oberschwäbische Elektrizitätswerke und des Hauptausschusses der Arbeitsgemeinschaft Die alte Stadt.
Er war Träger des Bundesverdienstkreuzes 1. Klasse und bekam 2004 die Verdienstmedaille des Städtetages Baden-Württemberg verliehen. Als er 1986 in den Ruhestand trat, wurde er zum Ehrenbürger der Stadt Leutkirch ernannt.

## Familie und Privates
Josef Feger war ledig und römisch-katholisch. Am 26. November 2010 wurde er in seiner Geburtsstadt Fridingen beerdigt.
| Personendaten    | Personendaten                                                              |
| ---------------- | -------------------------------------------------------------------------- |
| NAME             | Feger, Josef                                                               |
| KURZBESCHREIBUNG | deutscher Politiker (CDU), Oberbürgermeister der Stadt Leutkirch im Allgäu |
| GEBURTSDATUM     | 31. März 1920                                                              |
| GEBURTSORT       | Fridingen an der Donau                                                     |
| STERBEDATUM      | 22. November 2010                                                          |
| STERBEORT        | Leutkirch im Allgäu                                                        |